# Лоретанский домик (Краков)

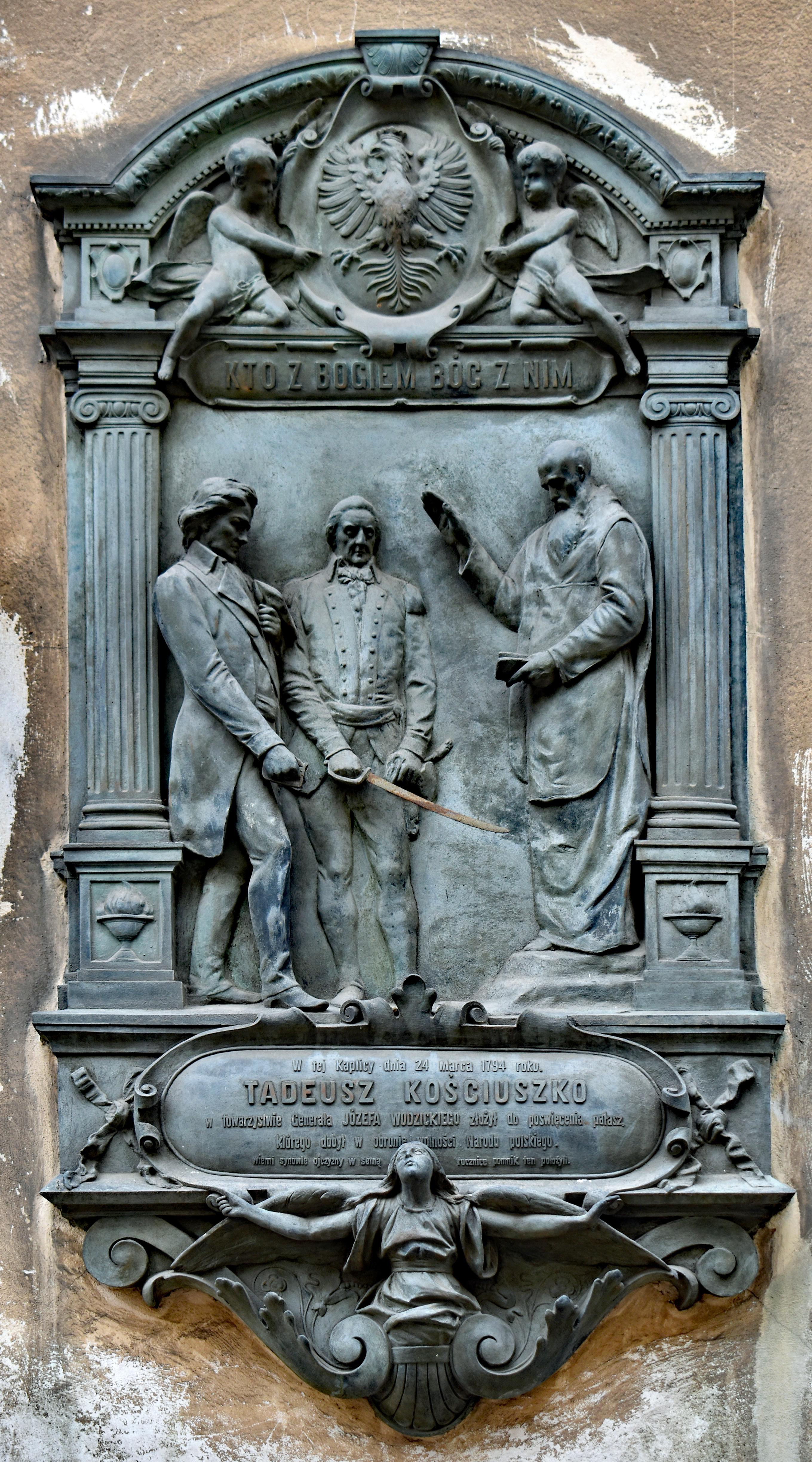
Мемориальная доска с барельефом, изображающим освящение меча Тадеуша Костюшко

Лоретанский домик (пол. Domek loterański) — исторический и архитектурный памятник, находящийся в краковском районе Пясек на улице Лоретанской, 11. Здание располагается на северной стороне церкви Благовещения Пресвятой Девы Марии и используется как часовня. Здание внесено в реестр охраняемых памятников Малопольского воеводства.

## История
Лоретанский домик был построен капуцинами вскоре после возведения церкви Благовещения Пресвятой Девы Марии Строительство Лоретанского домика по проекту польского архитектора Каспера Бажанки началось в 1712 году и закончилось в 1719 году. 20 апреля 1712 года состоялось освящение краеугольного камня. Здание было частично построено в 1715 году, окончательные работы и внутренняя отделка часовни производились до 1719 года. Этим занимался итальянский капуцин Бернардо Понси, который приехал в Краков в 1715 году. 5 мая 1719 года состоялось освящение часовни, которое совершил краковский епископ Пётр Тарло.
Здание является точной копией санктуария Святого дома в итальянском городе Лорето, в котором, как считается, проживала Дева Мария в Назарете. По преданию, этот дом был перенесён в XIII веке из Назарета в Италию.
Центральное место алтаря занимает статуя Девы Марии Лоретанской авторства польского художника Михала Стаховича. Эта статуя датируется 1818 годом.
Дарохранительница, находящаяся в алтаре, была подарена в 1733 году капуцинскому монастырю старшим сыном польского короля Яна III Собеского Якубом Людвиком Собеским. Дарохранительница изготовлена из чёрного драгоценного дерева и украшена миниатюрами из пергамента, которые изображают сцены из Ветхого Завета. Предполагается, что дарохранительница Лоретанского домика была изготовлена в 1662 году в королевской мастерской французского короля Людовика XIV.
14 марта 1794 года в Лоретанском домике Тадеуш Костюшко освятил свой меч. Об этом событии упоминает укреплённая на стене мемориальная табличка с барельефом, автором которой является Альфред Даун. Эта мемориальная табличка была установлена в 1894 году в честь столетия этого события.
25 августа 1887 года в Лоретанском домике принёс монашеские обеты святой Альберт Хмелёвский.
В 1926 году внутренние стены Лоретанского домика была украшены полихромией польским художником Яном Буковским.
В 1930 году в Лоретанском домике совершилось венчание Хенрика Добжаньского и Зофьи Закженской.
20 февраля 1931 года Лоретанский домик был внесён в реестр охраняемых памятников Малопольского воеводства (№ А-212/M).